# 133-я стрелковая дивизия (1-го формирования)
133-я стрелковая дивизия — воинское соединение Красной армии, сформированное на территории СибВО в 1939 году. В начале Великой Отечественной войны дивизия была включена в состав сформированной в округе 24-й армии, которая в июле 1941 года была переброшена на запад и заняла оборону в районе города Дорогобуж. 17 марта 1942 года преобразована в 18-ю гвардейскую стрелковую дивизию.

## История формирования дивизии
133-я стрелковая дивизия была сформирована на основании приказа Военного Совета СибВО в период с 8 сентября по 25 октября 1939 года. Базой формирования стало управление 78-й стрелковой дивизии и её приписной состав, проживающий в населённых пунктах Алтая и Сибири. Часть командиров и комиссаров получила боевой опыт на озере Хасан, Халхин-Голе и в Испании.
Первоначально дивизия состояла из двух стрелковых полков — 418-го и 521-го.
В марте 1941 года в состав дивизии был включён 681-й стрелковый полк.
На второй день войны с германским фашизмом дивизия, возвратившись из лагерей города Бийска на зимние квартиры в город Новосибирск, была доукомплектована до штатов военного времени.
25-27 июня 1941 года в полном составе под командованием генерал-майора Швецова В. И. убыла со станции Новосибирск в Действующую армию.

## В Действующей армии
7 июля 1941 года дивизия, разгрузившись на станции Вязьма и войдя в состав 24-й армии, вышла в район сосредоточения и заняла оборону на восточном берегу реки Днепр, перекрыв дорогу Москва — Минск у моста через реку Днепр. Выслав передовой отряд в составе 2-го стрелкового батальона 521-го стрелкового полка и 169 орб, который вскоре был передан в оперативное подчинение 16-й армии, в составе которой вели боевые действия, понеся потери орб — до 50 % и 2/521 до 70 % личного состава, отряд вернулся в состав дивизии.
С июля 1941 года 133-я стрелковая дивизия в составе 24-й армии Фронта резервных армий удерживала рубеж в районе города Дорогобуж Смоленской области.
В конце августа 133-ю дивизию перебросили под Великие Луки в село Андреаполь Калининской области в состав 22-й армии.
В сентябре 1941 года дивизия прикрывала стык Западного и Северо-Западного фронтов в районе Андреаполя.
12 октября 1941 года дивизия вышла из состава 22-й армии. Первые эшелоны дивизии (по одному стрелковому батальону от каждого полка и по артиллерийскому дивизиону от артиллерийских полков, орб и часть начсостава управления дивизии) проследовали по железной дороге в район Москвы. Убывшие батальоны дивизии больше в состав дивизии не вернулись и вели боевые действия в качестве отдельного отряда 133-й стрелковой дивизии на рузском направлении.
Оставшаяся часть — 2/3 состава дивизии — преимущественно походным порядком (противник перерезал ж/д) вышла к городу Калинин, вошла в состав 31-й армии, заняла оборону и сдерживала наступление прорвавшегося противника.

Приказ командующего войсками Калининского фронта командующим 29, 31, 30 и 22-й армиями о переходе войск фронта в наступление с целью разгрома Калининской группировки противника. 20 октября
…2. Войскам Калининского фронта … главными силами окружить и уничтожить группировку противника в районе Калинина, между рекой Волга и Московским морем, и к исходу 21.10 овладеть г. Калинин, не допустить перегруппировки противника для наступления на юго-восток, на Москву. Начало общего наступления — 21.10 в 11.00.
…5. 31-й армии (119, 133 сд, 8 тбр, мотобригада) наступать с северо-запада и с севера на Калинин и во взаимодействии с 30А к исходу 21.10 овладеть сев.-зап. и южн. частью г. Калинин.
… Командующий фронтом генерал-полковник Конев

В октябре сражалась под Калинином, в ноябре под Москвой.
Газета «Красная Звезда» за 17.12.1941 г. писала: 

«Генерал-майор Швецов блестяще выполнил поставленную перед ним задачу: нанести удар во фланг немецкой группировки прорыва, развившей успех вдоль Ленинградского шоссе на северо-запад. Под ударами наших войск, неприятельская группа была разрезана на две части, а её авангарды почти полностью уничтожены. Главные силы врага оказались запертыми в Калинине на длительный срок. В боях под Медным противник оставил на поле боя до 1000 солдат, 200 мотоциклов, до 30 танков, 15 орудий, много автомашин и других трофеев. Это был наш серьёзный удар по врагу на Калининском направлении».
— Газета "Красная Звезда" за 17.12.1941 г.
Верховный Главнокомандующий за успешное действие под Калинином всему личному составу дивизии объявил благодарность.
- Во второй половине ноября 1941 года противник, невзирая на огромные потери, продолжал рваться к Москве, особенно на участке Калинин — район Рузы. Немцам удалось прорвать оборону 30-й армии и создать угрозу обхода с севера основных сил 16-й армии, сражавшейся в районе Калинина, Солнечногорска, Истры. В эти дни Ставка Верховного Главнокомандующего приказала 133-ю стрелковую перебросить под Солнечногорск и включить её в состав 16-й армии генерала Рокоссовского.

Маршал бронетанковых войск, дважды Герой Советского Союза М. Е. Катуков писал

:"Когда в конце ноября на правом крыле фронта стало особенно тревожно, из резерва Ставки в район Яхромы и Дмитрова была переброшена 133-я стрелковая дивизия… Кто знает, что могло случиться, не появись у Дмитрова эта дивизия". — Маршал бронетанковых войск, дважды Герой Советского Союза М.Е. Катуков
.
На рубеже Клуссово-Ольгово, Харламово развернулась, заняв оборону, дивизия. До Москвы было всего 40 километров. Дивизия удерживала этот рубеж до 30 ноября, сражаясь в полном окружении. Отсюда 6 декабря 1941 года вместе с частями 1-й ударной армии она перешла в решительное контрнаступление. Десятки посёлков Подмосковья и Калужской области были освобождены сибиряками зимой 1941—1942 годов. Маршал Советского Союза К. К. Рокоссовский, вспоминая бои под Москвой, отметил, что на Дмитрово-Яхромском направлении особо отличились Кремлёвские курсанты и 418-й полк 133-й стрелковой дивизии, которой командовал полковник Н. Н. Мультан.
17 марта 1942 года дивизия была преобразована в 18-ю гвардейскую стрелковую дивизию. В приказе Наркома Обороны № 78 говорилось: «…За проявленную отвагу, мужество, дисциплину и организованность, за героизм личного состава преобразовать 133-ю стрелковую дивизию в 18-ю гвардейскую стрелковую дивизию».

### Преемники
- 23.11.1945 года 18-я гвардейская стрелковая дивизия переформирована в 30-ю гвардейскую механизированную Инстербургскую Краснознамённую ордена Суворова дивизию[3]. Дислоцируется в городах Инстербург и Гумбиннен Калининградской области.
- 10 мая 1957 года переименована в 30-ю гвардейскую мотострелковую Инстербургскую Краснознамённую ордена Суворова дивизию[4]
- 17 ноября 1964 года переименована в 18-ю гвардейскую мотострелковую Инстербургскую Краснознамённую ордена Суворова дивизию[5] (Гусев)
- с 15.12.2001 — 79-я отдельная гвардейская мотострелковая бригада (г. Гусев).
- с 1.12.2020 года — 18-я гвардейская мотострелковая дивизия 11-го армейского корпуса Балтийского флота.

## Состав
Перед войной дивизия имела в своём составе
- 418-й стрелковый полк (командир — полковник Мультан),
- 521-й стрелковый полк (командир — подполковник А. Г. Герасимов),
- 681-й стрелковый полк (командир — майор, подполковник И. И. Оборин),
- 400-й лёгкий артиллерийский полк,
- 511-й гаубичный артиллерийский полк (до 21.01.1942 г.),
- 122 лыжный батальон,
- 249 отдельный истребительно-противотанковый дивизион,
- 486 отдельный миномётный дивизион,
- 290 отдельный зенитный артиллерийский дивизион (276 (278) зенитную артиллерийскую батарею),
- 169 отдельный разведывательный батальон — погиб 21.10.1941 г. (198 разведывательную роту),
- 269 отдельный сапёрный батальон,
- 216 отдельный батальон связи,
- 166 медсанбат,
- 158 отдельную роту химической защиты,
- 232 автомобильный батальон,

тыловые подразделения:
- 218 полевую хлебопекарню,
- 1007 дивизионный ветеринарный лазарет,
- 482 (1614) полевую почтовую станцию,
- 249 (1658) полевую кассу Госбанка.
- По штату, введённому в апреле 1941 года, в стрелковой дивизии насчитывалось 14,5 тысяч человек, 558 пулемётов, 1204 пистолета-пулемёта, 144 орудия, 150 миномётов, 16 лёгких танков, 13 бронемашин, 3 тысячи лошадей.

## Подчинение
Принимала участие в боевых действиях под Москвой и Калинином в составе 24-й и 31-й армий

## Командование
Дивизией командовали:
- Швецов, Василий Иванович (15.09.1939 — 10.12.1941), комбриг, с 4.06.1940 генерал-майор
- Иовлев, Сергей Иванович (11.12.1941 — 12.12.1941), полковник
- Захаров, Фёдор Дмитриевич (c 13.12.1941), генерал-майор